# Pases del toreo
En tauromaquia, se denominan pases a las diferentes suertes que se realizan con la muleta; y "lances" a las diferentes suertes que se realizan con el capote o a lo largo de la lidia, durante la corrida de toros. 

## Lances con el capote
Algunos de los más populares son:

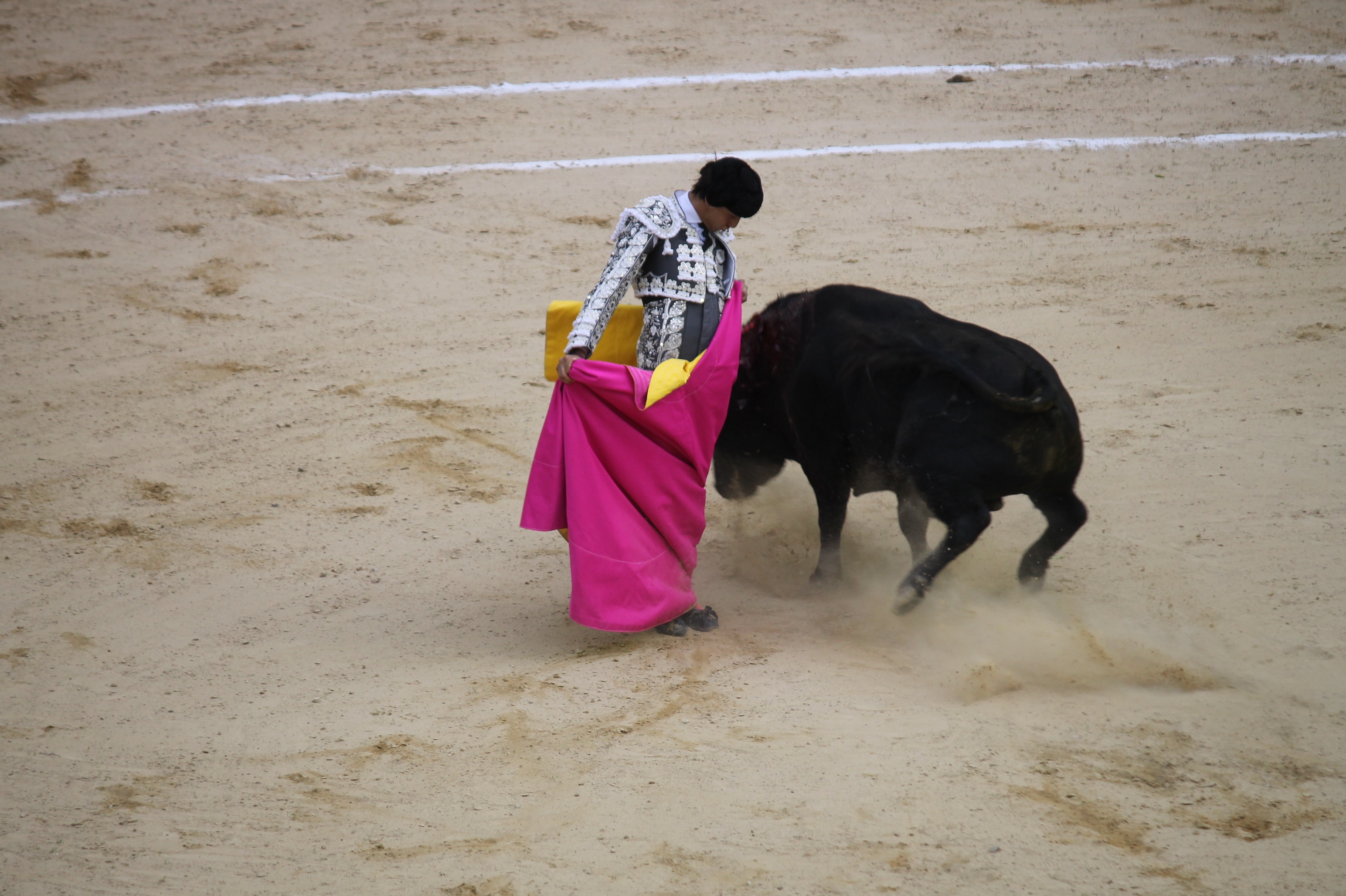
El torero peruano Roca Rey en la Segunda de Abono de la Santamaría de Bogotá en 2018 ejecuta una chicuelina.

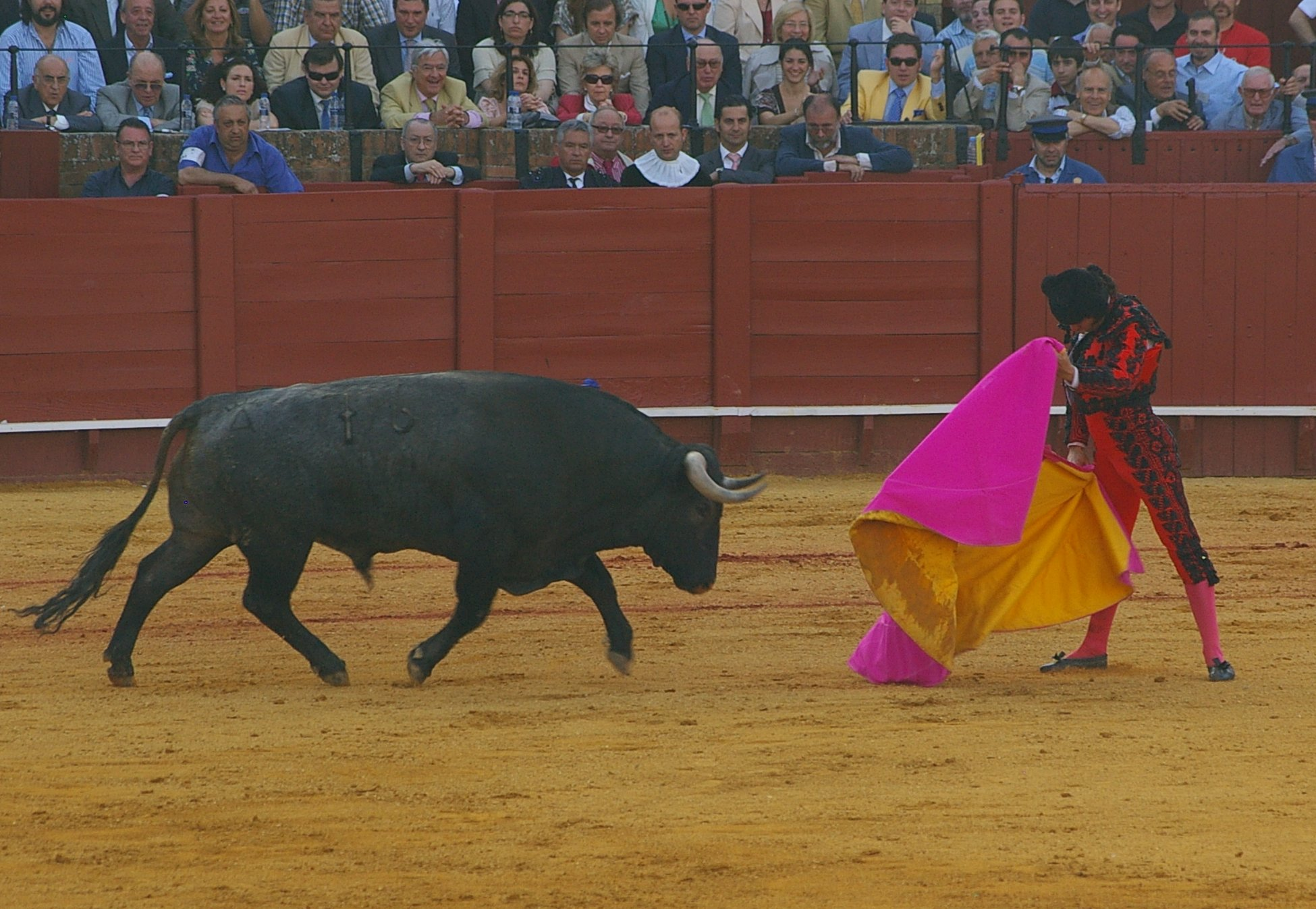
Morante de la Puebla ejecuta la verónica de forma ortodoxa

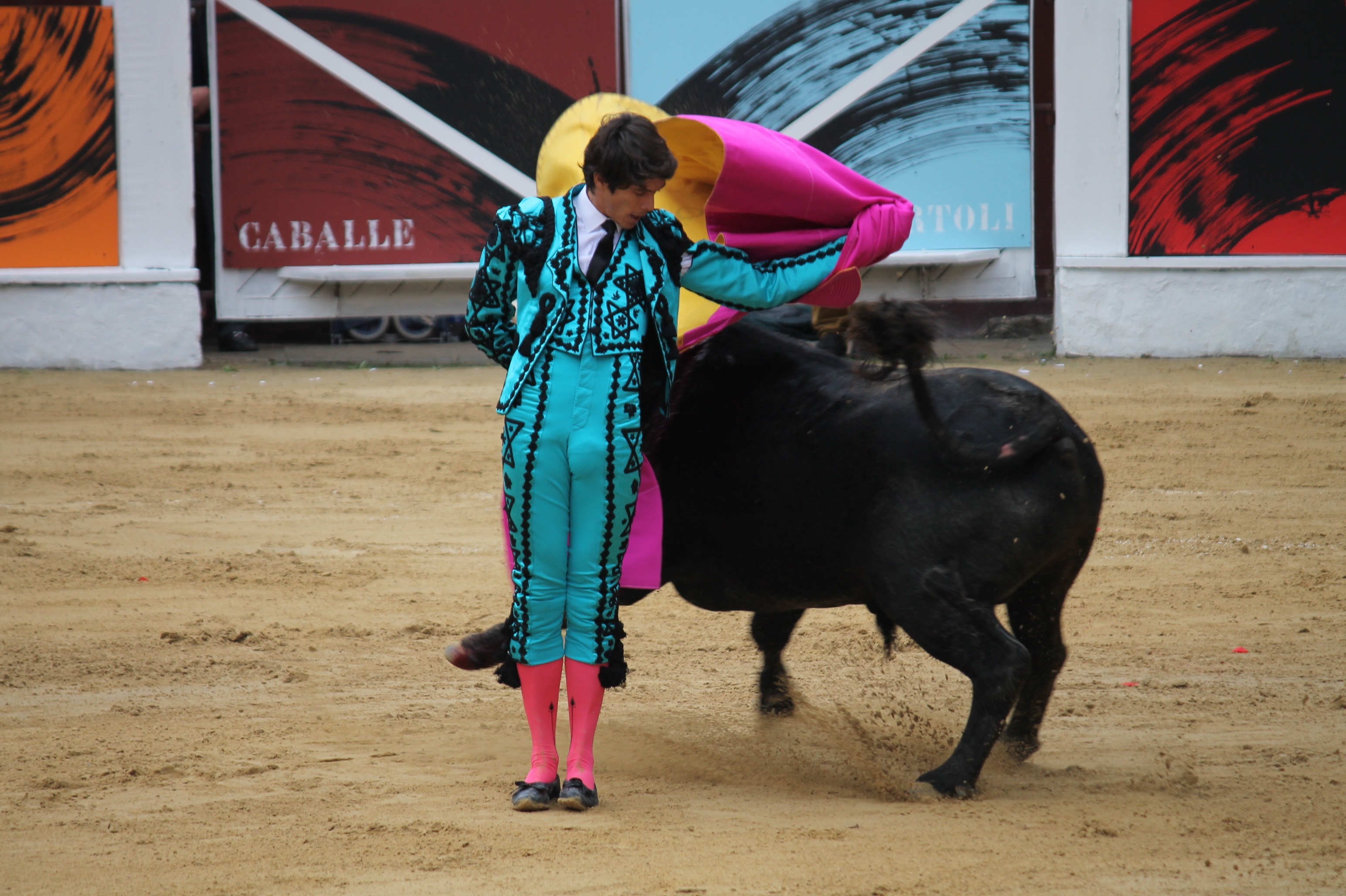
Gaonera de Castella en Bogotá (2019)

- Verónica. Se realiza sujetando el capote con ambas manos, el torero adelanta el capote para citar al toro y al paso de este carga la suerte hacia la derecha o izquierda, adelantando una pierna para preparar la siguiente Verónica.[1] Es uno de los quites clásicos del toreo con capote y uno de los que más se suele realizar para recibir al toro. Muchas veces se remata una serie de Verónicas con una Media Verónica. Inventada por Costillares, el lance más antiguo empleado en 1830, descrito extensamente tanto en la Cartilla de torear como por Pepe-Hillo y por Paquiro en sus Tauromaquias donde se la denomina también suerte de frente, o regular. Modificada en tiempos de Guerrita, es uno de los lances más vistosos realizado por los toreros.[4][5]

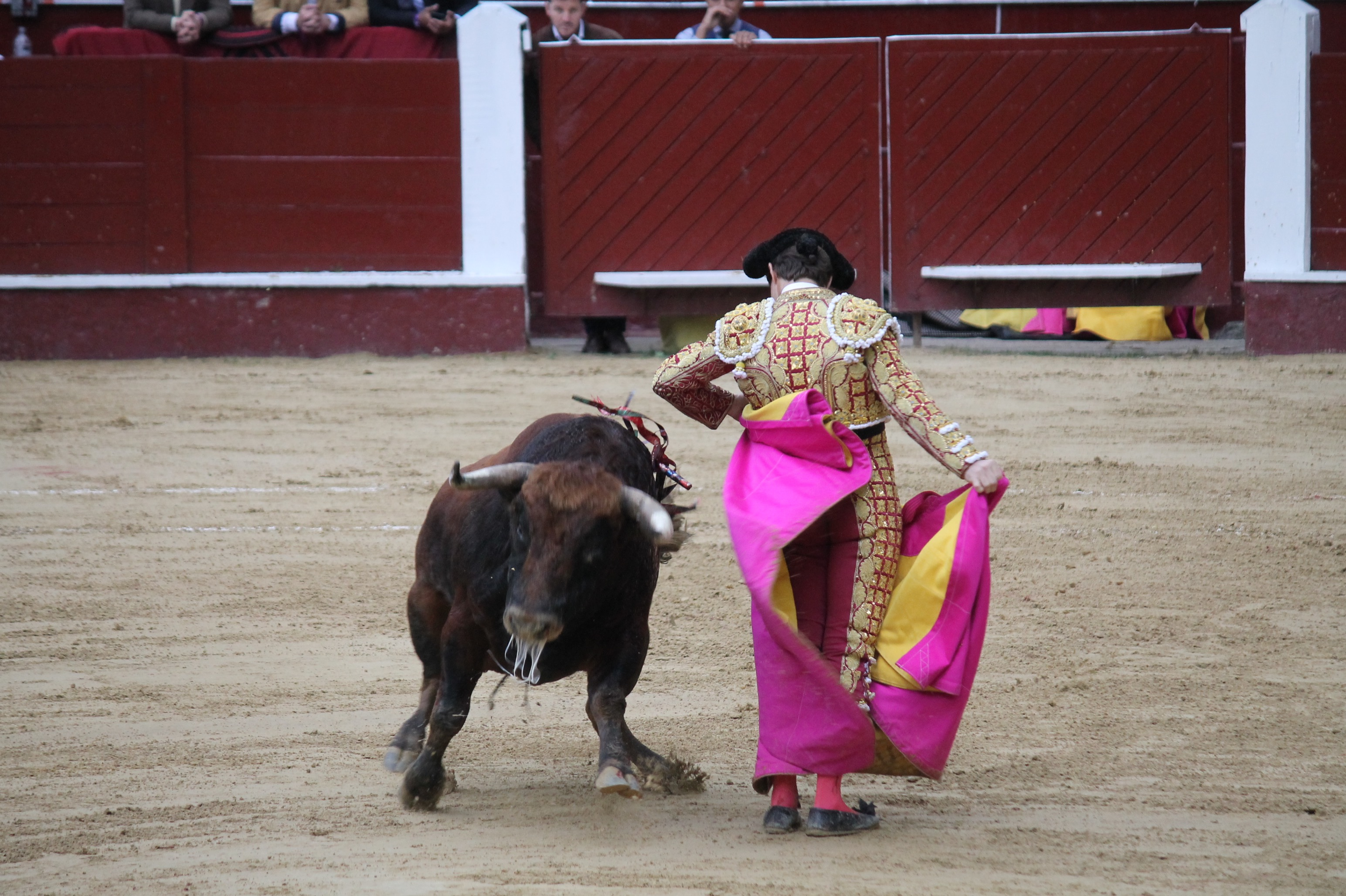
Chicuelina de Julián López el Juli en Bogotá

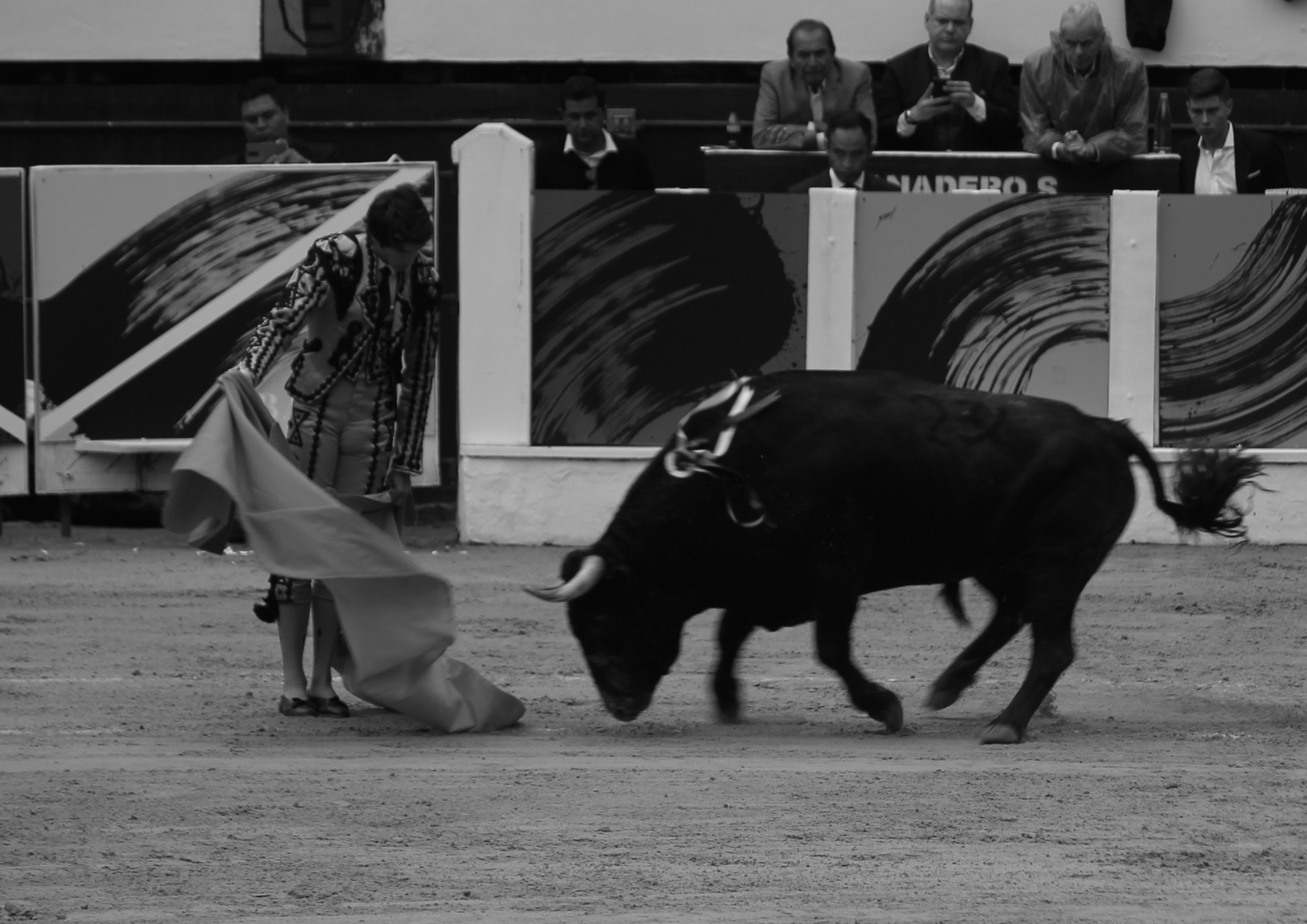
Verónica a pies juntos de S. Castella en Bogotá 2019

- Chicuelinas. Se realiza sosteniendo el capote con ambas manos a la altura del pecho para citar al toro, y a la embestida se recoge por debajo, envolviéndose el torero en él.
- Gaoneras. Se sujeta el capote por la espalda con ambas manos, dejando la mayor parte del vuelo por un mismo lado, que generalmente es el derecho. Al paso del astado, el torero da medio giro hacía el costado opuesto de la embestida, levantando el capote y deslizándolo por el lomo del toro.[1] Inventada en México por Saturnino Frutos, Ojitos, banderillero español, deben su nombre al torero Rodolfo Gaona, por ser el torero quien la presentó en España por primera vez y quien la hizo popular.[6][7]
- La Larga Cambiada o Larga Natural, se llaman largas aquellos lances que rematan con el extremo del capote, hay varios tipos entre ellas la Lagartijera inventada por Rafael Molina, Lagartijo o la Larga Cambiadas un invento de Rafael Gómez Ortega, El Gallo.[8][9]

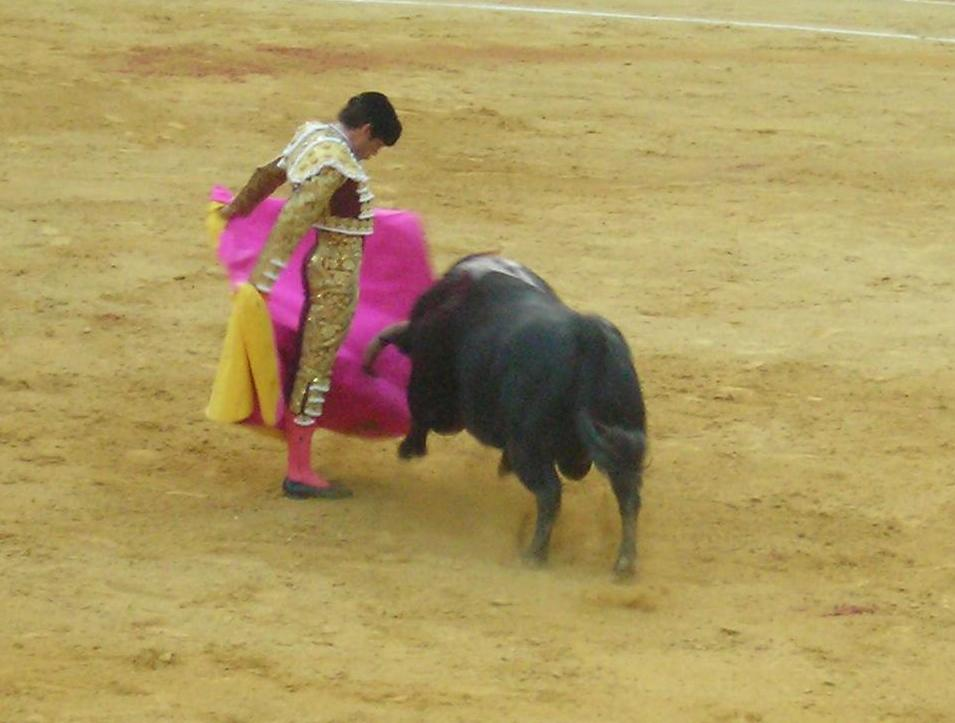
Quite por gaoneras de José Tomás

- Navarra. Es una suerte de capa donde el torero gira en dirección contraria a la de la embestida del toro.[1] Creada por el torero Martincho, es una suerte que se intercala entre las verónicas que tiene su origen en los antiguos lidiadores navarros, fue descrita en el tratado de Pepe-Hillo, habitual en el repertorio de Cúchares.[10][11]
- Delantales. Es un quite arriesgado, donde el torero sostiene el capote con ambas manos acercándolo a su cintura al paso del toro.
- Tafallera. El torero sostiene el capote con las dos manos mientras deja que el toro pase por debajo de éste, deslizando la tela por el lomo del astado.
- Revolera. El torero suelta el capote con una mano, girándolo a su alrededor, y llevando al toro largo.
- Serpentina. Quite muy vistoso que sirve para rematar series. Se da girando el capote de manera vertical con una sola mano por encima del toro, en dirección inversa a la del astado.
- Media Verónica. Se inicia igual que la Verónica, pero el torero recoge un poco el capote al final para que el toro gire en vez de salir frontal. Empleada para rematar una tanda de verónicas.

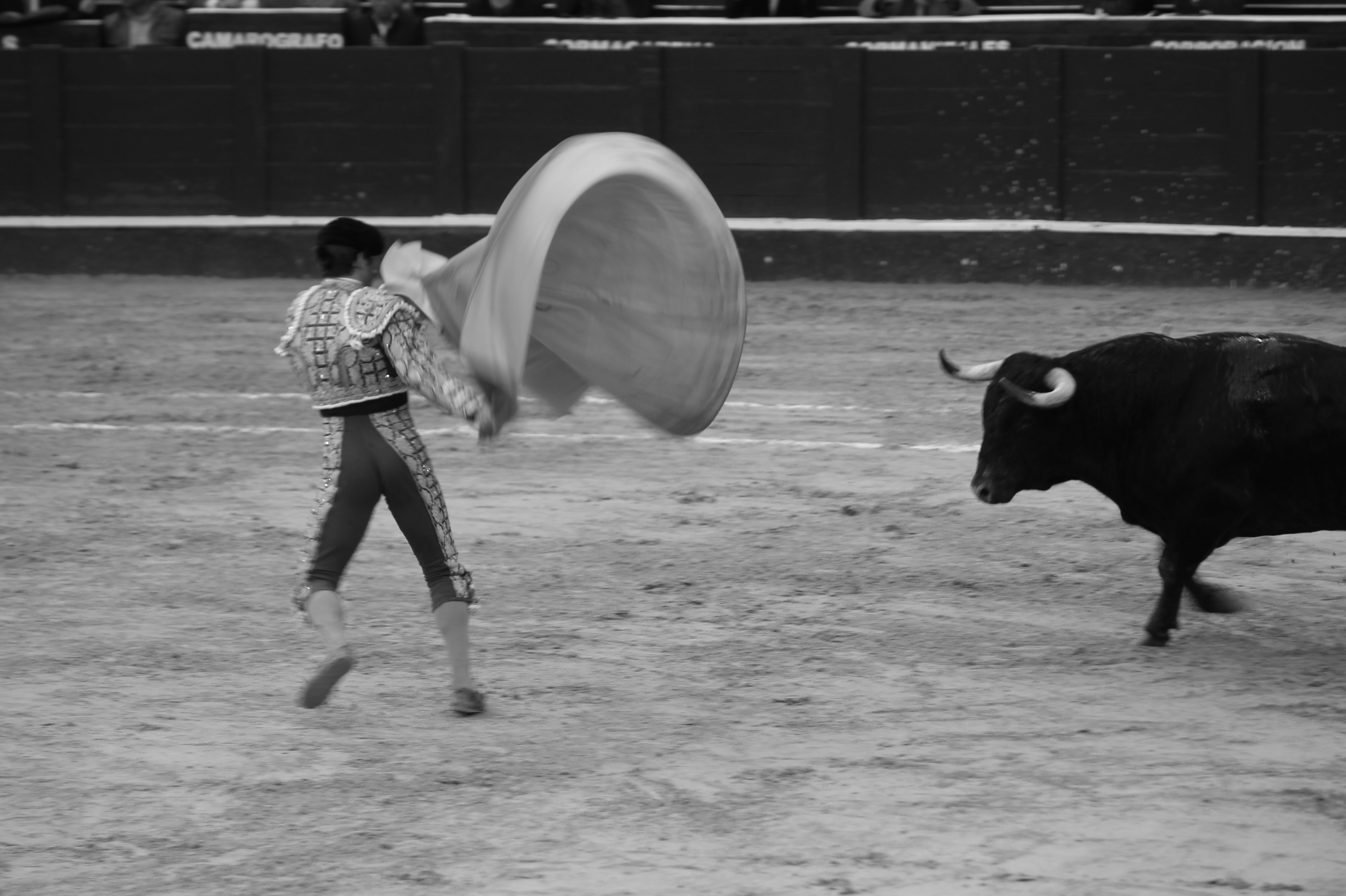
Zapopinas (lopecinas) de Julián López el Juli, en la última de abono en Bogotá

- Zapopinas (lopecinas). Quite vistoso y arriesgado, el creador de este espectacular quite es el mexicano, Miguel Ángel Martínez Hernández (El Zapopan) de ahí el nombre de la Zapopina. Fue popularizado en España por Julián López El Juli, por lo que algunos le dan también el nombre de lopecina.
- Caleserinas. Lance que creó el  torero mexicano Alfonso Ramírez (El Calesero), y que ejecutaba de frente; iniciándolo como si fuese una verónica y continuándolo con un farol cuando el toro entraba en la jurisdicción del diestro
- El farol. Esta suerte se le atribuye a Manuel Domínguez, Desperdicios, el 13 de mayo de 1855 en una corrida de toros en Madrid donde mostró este nuevo lance. Se inicia como la de la verónica, pero en el momento de sacar el capote de la cara del toro se hace un movimiento como si se fuera a colocar sobre los hombros, dando con él una vuelta en derredor de la cabeza del diestro, y volviendo a su primitiva posición si ha de repetirla, o dejando sobre los hombros si quiere terminar la suerte galleando.[1][2][3]
- Porta gayola. El torero de rodillas espera al toro frente del toril con la capa extendida en abanico sobre el suelo. Cuando se produce el encuentro, el diestro levanta la capa y la extiende en el aire, la pasa de izquierda a derecha por sobre la cabeza, desviando hacia fuera la trayectoria del toro.

## Pases con la muleta
Con la muleta se realizan los pases del último tercio o tercio de muerte. Únicamente el matador puede lidiar a su toro con muleta. A continuación se citan algunos de los pases con muleta más conocidos.

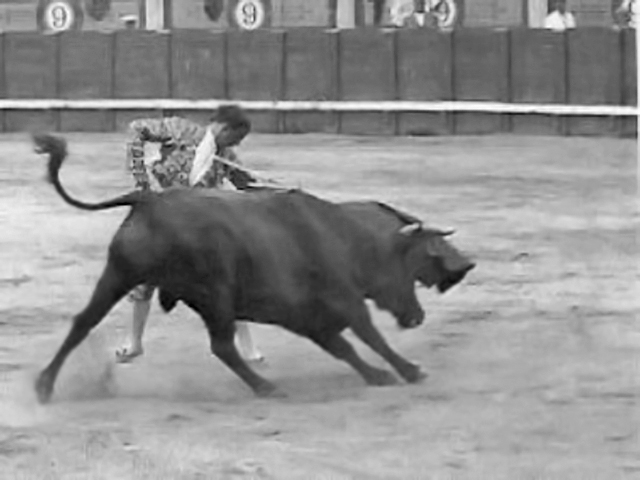
Joselito El Gallo dando un pase natural en redondo

- Pase natural. Se lidia al toro con la mano izquierda. Es el pase clásico por excelencia. El torero cita de frente al toro con la muleta por delante sujeta con la mano izquierda, se realiza de dos formas, por alto y por bajo debe su nombre a la forma en la que el torero da la salida al toro por el mismo lado por el que el torero sostiene la muleta. Cuando el toro embiste, el matador gira y estira el brazo hacia atrás, describiendo con los vuelos de la muleta un cuarto de círculo, moviendo los pies de manera precisa para que una vez terminado el pase se pueda repetir inmediatamente.  Se le dice por alto, cuando la muleta se saca por encima del toro; se denomina por bajo cuando la muleta se abre sobre la cara del toro y el torero extiende el brazo hacia atrás guiando al toro hacia afuera de forma curva, denominada en redondo. Algunos aficionados denominan derechazo al pase natural dado por el torero con la mano derecha, sin embargo esta denominación es errónea según indica Silva Aramburu en la Enciclopedia taurina (1967).[13][14]

- Derechazo. El mismo pase natural, pero con la mano derecha. Esta denominación está extendida en el lenguaje taurino sin embargo algunos autores como Silva Aramburu la consideran incorrecta.[14]

- Pase de pecho. Este pase sirve de terminación a una serie de muletazos. Se realiza extendiendo la mano hacia adelante y con una terminación alta, a la altura del pecho, haciendo que el toro levante la cabeza.

- Trincherazo. Pase que se realiza con la mano derecha, teniendo la muleta baja para recortar el paso del toro.

- Trincherilla. El mismo movimiento del trincherazo, pero con la mano izquierda.

- Pase cambiado. Es el pase de muleta en el que el torero le da al toro la salida por el lado contrario a la mano con la que sujeta la muleta, es decir la contraria a la mano con la que se cita al toro. Puede realizarse por alto, entonces se denomina pase de pecho o por bajo, recibe entonces el nombre de pase de trinchera y se realiza con una rodilla en el suelo.[13][14] Otra variante del pase cambiado es el Pase cambiado por la espalda, en el que se cita al toro y en el último momento se sitúa la muleta en la espalda, dejando que el toro pase por detrás del matador.
- Pase ayudado. El diestro sostiene la muleta con ambas manos, tiene tres variantes: puede darse por alto, recibe entonces el nombre de estatuario, por media altura y por bajo en el que el torero lleva la rodilla al suelo, pase conocido también como Doblón.

- Estatuario. Se toma la muleta con ambas manos, dejando pasar al toro mientras el matador permanece de pies juntos e inmóvil.

- Molinete. Surge de un pase ayudado en el que el diestro, al llegar el toro al centro de la suerte, gira en dirección contraria para quedar de nuevo frente al toro. Este pase originariamente era realizado con la mano derecha, Juan Belmonte introdujo su realización con la mano derecha, es un pase vistoso por ambos lados.[15][16][17][18]
- Molinete de rodillas. El mismo movimiento del molinete, pero con las rodillas puestas en la arena.
- Pase del desprecio. Es un pase típico con la muleta que se realiza al acabar una tanda.
- Tres en uno (Tauromaquia). Pase con la muleta compuesto por tres muletazos distintos.
- Afarolado: es un pase que imita el pase de capa o capote del farol de pie, en él el diestro se pasa la muleta por la cabeza. Su creador fue Rafael el Gallo.[15][16][17][18]
- De la firma: pase que se da con la mano derecha, se empieza como un pase natural pero se termina con un pase de pecho o uno de trinchera.[15][16][17][18]
- De la muerte: es un pase realizado como si el torero fuese a dar un pase ayudado por alto, pero citando a distancia al toro, la muleta se coloca a la altura de la cintura y cuando el toro pasa se levanta esta. Inventado por Rafael el Gallo.[15][16][17][18]
- Giraldilla o manoletina: es un pase que se realiza de frente al toro, con la muleta asida por detrás con la mano izquierda y el otro extremo cogido con la mano derecha, el diestro permanece inmóvil para girar lentamente sobre sí mismo cuando ha pasado el toro con el objetivo de enlazar varios pases seguidos. Este pase fue realizado por los espadas Domingo Ortega y Victoriano de la Serna, sin embargo Manolete hizo un uso habitual de ella reviviendo el pase, con lo que popularmente se la empezó a llamar manoletina, sin ser él su inventor. El nombre de giraldilla fue puesto por el crítico taurino Don Ventura.[19]
- El kikirikí: pase inventado por Gallito, parte de un pase ayudado por bajo con los codos del diestro a la altura de los hombros, cuando el toro se acerca a la muleta el diestro la retira de pronto para colocarla en el otro lado de la cara del toro cuando este la busca. Es un pase casi desaparecido. El nombre se lo dio el crítico taurino Alejandro Pérez Lugín, Don Pío.[15][16][17][18]
- Pase de tirón: realizado por el torero para cuadrar al toro antes de entrar a matar.[15][16][17][18]

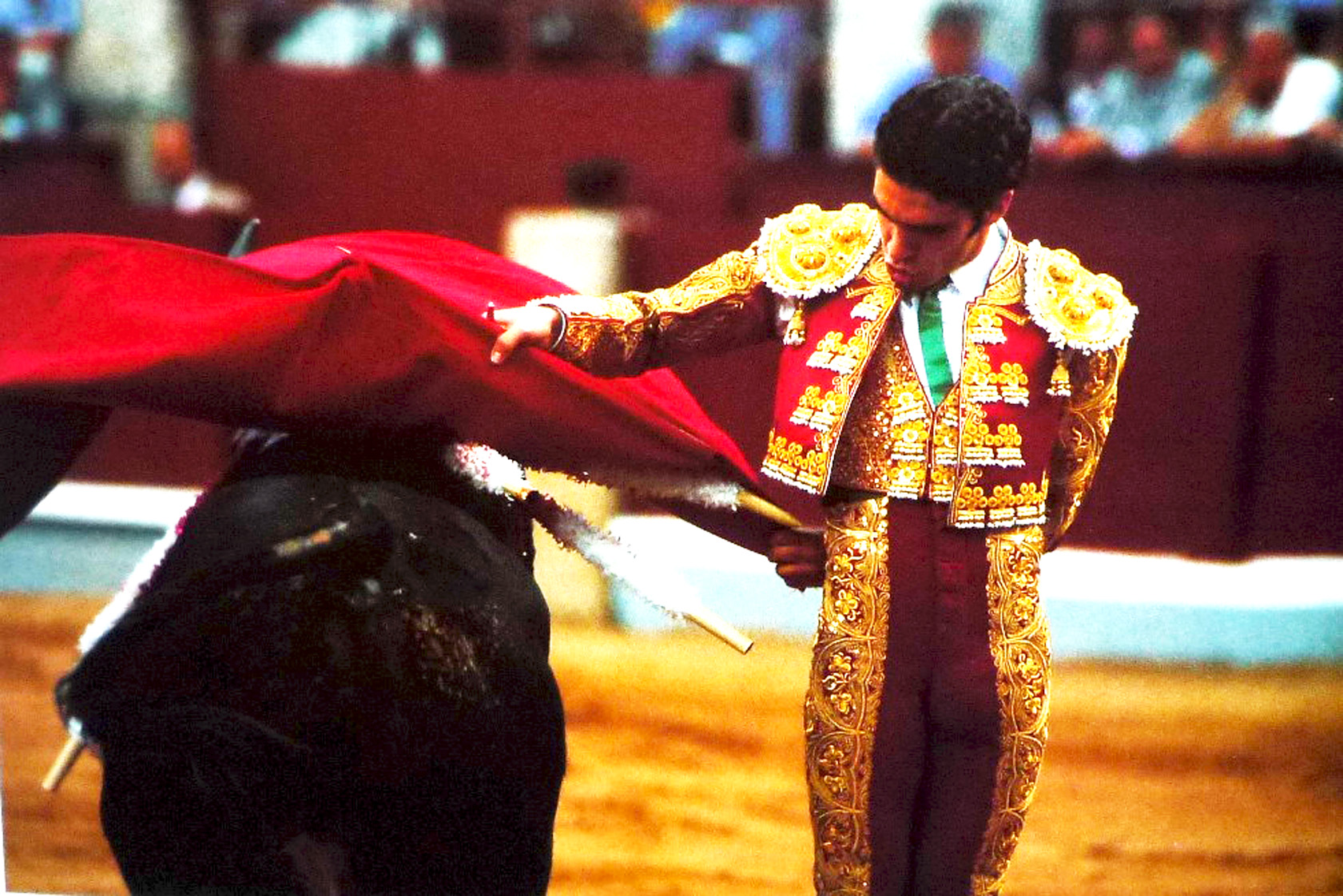
José Tomás ejecutando una manoletina

- Manoletina. Se toma la muleta con las dos manos, pasando una por la espalda. El toro pasa muy cerca del matador, quien se mantiene de pies juntos. Pase que fue realizado por los espadas Domingo Ortega y Victoriano de la Serna, sin embargo Manolete hizo un uso habitual del mismo reviviéndolo, con lo que popularmente se le llamó manoletina, sin ser el torero de Córdoba su inventor. El nombre de giraldilla fue invención del crítico taurino Don Ventura.[19]
- Bernardina. Se realiza de la misma manera que la manoletina, pero tomando la muleta al revés.
- Arrucina. Se toma la muleta montada con la mano derecha, para pasarla por detrás de la espalda y citar al toro por la siniestra con el pico de la misma. Cuando el toro embiste, el torero gira para vaciar la embestida y tornar su brazo derecho a la posición natural.